# Damian von Mosthaf

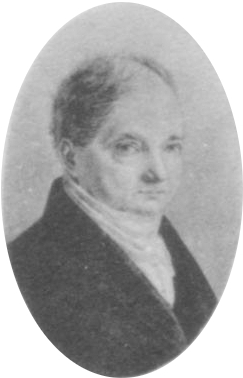
Damian von Mosthaf

Ludwig Peter Damian Mosthaf, 1833 von Mosthaf, (* 21. Februar 1774 in Erlenbach; † 8. Januar 1851 in Ellwangen (Jagst)) war ein württembergischer Verwaltungsbeamter und Politiker.

## Leben
Damian Mosthaf war der Sohn des Erlenbacher Stabsschultheißen Franz Wilhelm Mosthaf. Er studierte in Würzburg, Erlangen und Marburg Kameralwissenschaften. 1801 kam er als Hofkammerreferendär des Deutschordens nach Mergentheim. Noch im gleichen Jahr wurde er wirklicher Rat am Hofkammerkollegium. Nach der Auflösung des Deutschordens wurde er 1811 als Rat in der Stiftungssektion in württembergische Dienste übernommen. 1815 wurde er Vortragender Rat im Polizeiministerium, 1817 Justiziar bei der Oberrechnungskammer und 1819 Mitglied des katholischen Oberkirchenrats in Stuttgart. 1829 ernannte man ihn zum Regierungsrat und Justitiar bei der Oberrechnungskammer in Ludwigsburg und 1832 schließlich zum Vorstand der Regierung des Jagstkreises in Ellwangen mit dem Titel Regierungsdirektor. 1848 trat er in den Ruhestand.
Er gehörte von 1820 bis 1847 der Zweiten Kammer des württembergischen Landtags an, wo er sich als Referent der Staatsschuldenkommission sowie der Gewerbeordnung verdient machte und am Schäfereigesetz sowie am Schulgesetz von 1836 mitwirkte. 
Damian von Mosthaf ist der Großvater des Staatsrats und Landtagsabgeordneten Heinrich von Mosthaf.
1833 wurde Mosthaf mit dem Ritterkreuz des Ordens der württembergischen Krone ausgezeichnet, welches mit dem persönlichen Adelstitel verbunden war.